# مكتب جامعة الدول العربية في لندن
مكتب ممثلية جامعة الدول العربية في لندن هو الممثلية الدبلوماسية لجامعة الدول العربية لدى المملكة المتحدة. تقع الممثلية في العاصمة لندن.

## التاريخ
في 26 مارس 1959، أصدر مجلس جامعة الدول العربية قرارًا يقضي بإنشاء مكتب تمثيلي للجامعة في لندن، وقد افتتح المكتب أبوابه رسميًا في عام 1961 بهدف تعزيز العلاقات بين المملكة المتحدة والدول العربية، كما يعمل المكتب كملتقى لمجلس السفراء العرب في لندن لغاية تنسيق المواقف السياسية.

## السفراء
تولى رئاسة المكتب عددٌ من السفراء العرب، أبرزهم:
- باسل عقل.[2]
- إبراهيم فؤاد محيي الدين، منذ 2017 وحتى الآن.[3]

## معرض صور

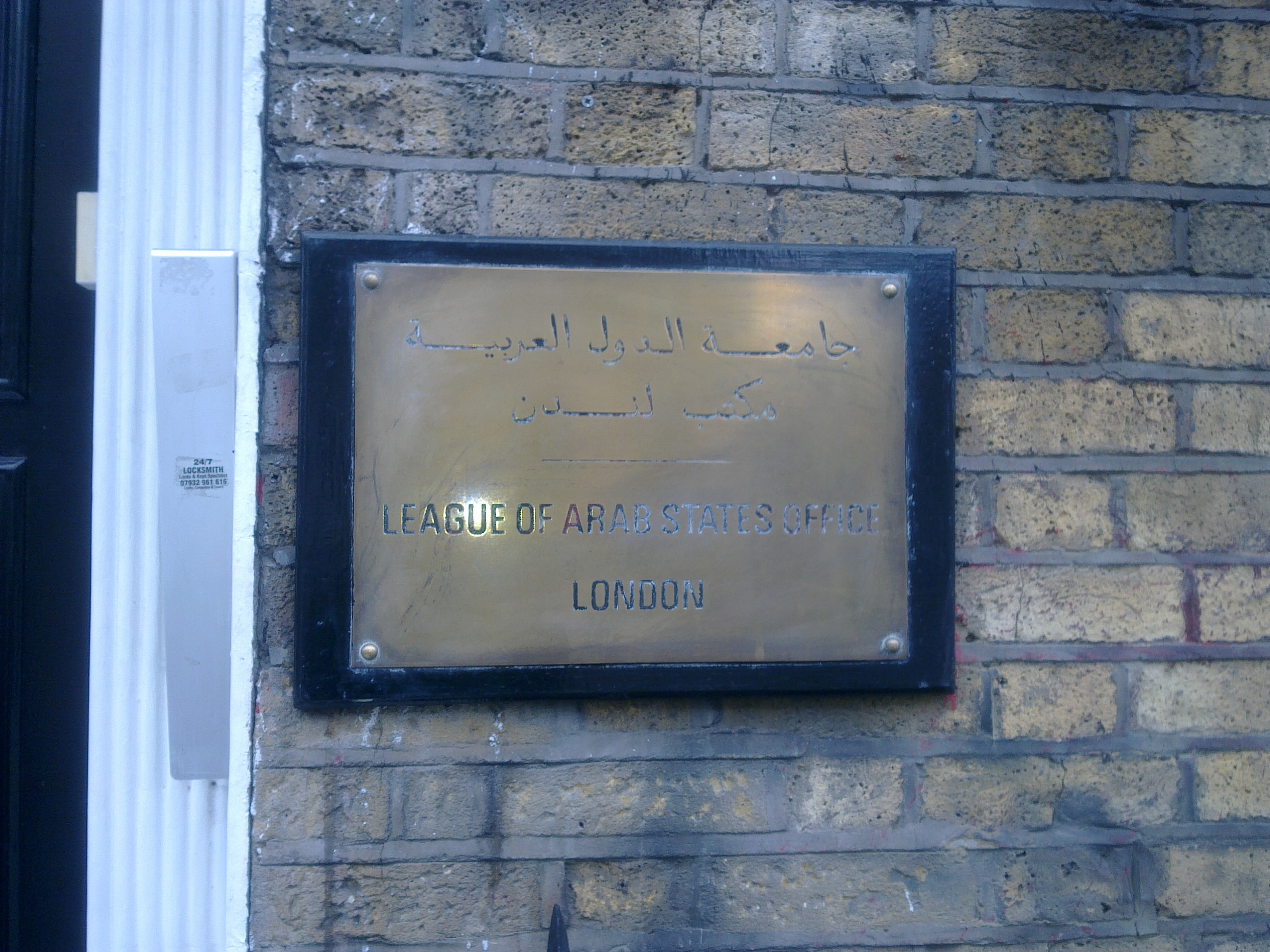
لافتة عند مدخل ممثلية جامعة الدول العربية في لندن